# Dimitrios Kallergis

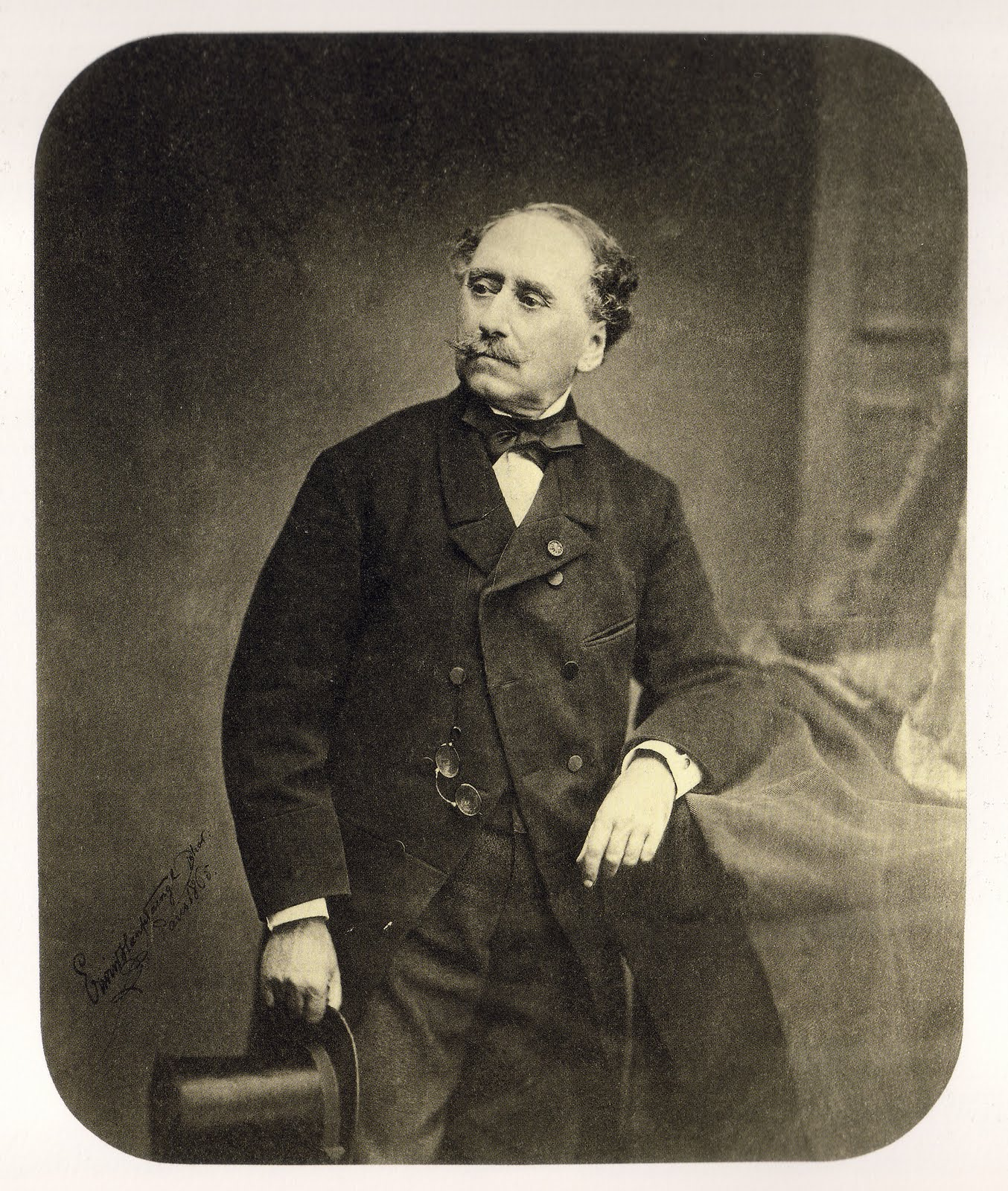
Dimitrios Kallergis (1865)

Dimitrios Kallergis (griechisch Δημήτριος Καλλέργης, * um 1803 auf Kreta; † 24. April 1867 in Athen) war ein griechischer General und Staatsmann.
Kallergis wurde in Sankt Petersburg erzogen und studierte in Wien Medizin. Im griechischen Befreiungskampf kämpfte er unter Georgios Karaiskakis, später wurde er Adjutant des Obersten Fabvier und dann des Präsidenten Ioannis Kapodistrias. Als Befehlshaber einer Kavallerieabteilung half er wesentlich bei der unblutigen Revolution des 3. September 1843 (15. September 1843greg.). Anschließend wurde Kallergis zum General ernannt und zum Adjutanten des Königs erhoben.
1845 legte er die Adjutantenstelle nieder, nahm seinen Abschied und ging nach Korfu, von dort aus nach London. Unter Alexandros Mavrokordatos wurde er ins Kabinett berufen und erhielt den Posten des Kriegsministers. Doch trat er bereits 1855 wieder zurück. Er lebte dann eine Zeit lang in Athen.
Ab 1861 war er Gesandter in Paris.